# Liverio Carollo
Liverio Carollo (Lugo di Vicenza, 26 novembre 1947) è uno storico, scrittore e alpinista italiano, che si è interessato di ambiente, di montagna e di storia locale delle Prealpi vicentine.

## Biografia
Nato a Mortisa, frazione del comune di Lugo di Vicenza, ha frequentato l’Istituto Magistrale a Vicenza 
e poi l’Università di Padova, laureandosi nel 1971.
Fino al 2005 è stato insegnante di Lettere e attualmente abita a Centrale di Zugliano. 
Frequenta dal 1972 la Sezione di Thiene del CAI;
partecipa alle iniziative degli Amici della Resistenza di Thiene; appartiene al “Gruppo Silva” di Mortisa di Lugo
(che si interessa della Resistenza nella montagna e pedemontana vicentina) e all’Associazione culturale “Le Bregonze”.
Ha collaborato a lungo con l’Università Popolare di Arsiero (coordinata dal prof. Filosofo).
Agli inizi degli anni 2000 il comune di Posina e il comune di Laghi gli hanno conferito la cittadinanza onoraria, 
per il grande lavoro svolto da molti anni con grande competenza e passione, finalizzato a custodire e tramandare alle nuove generazioni la storia, l'ambiente e la cultura locale.

## Le guide e la divulgazione
Con il CAI di Thiene ha pubblicato (a partire dal 1981), in edizioni che si sono succedute nel tempo, varie guide escursionistiche relative alle valli prealpine 
che gravitano su Thiene e Arsiero (valle del torrente Astico, valle del torrente Posina, valle di Laghi e Colline delle Bregonze). 
Tali guide evidenziano sentieri segnalati e curati dalle locali Sezioni del CAI 
ed anche sentieri non segnalati, ma che ebbero importanza economica e sociale nella vecchia civiltà contadina delle nostre montagne.
Si illustrano sentieri della Grande Guerra, ma anche sentieri che erano di sostegno alla vita sociale ed economica dei montanari di queste valli, 
finché la vecchia civiltà contadina resistette (fine anni ’60 del secolo scorso).

Ha contribuito alla Mostra fotografica "Nelle antiche Pievi, Storia, Arte, Fede" svoltasi in Villa Giusti a Zugliano nel novembre 2014.

Ha curato l'introduzione del volume 
Posina e il suo territorio di Giuseppe Pasqualigo 2019 Ronzani editore ISBN 9788894911541
riedizione della prima stesura che risaliva al 1885 

## Le memorie partigiane
Quelle curate da Liverio Carollo sono memorie di guerra di soldati, di internati e di partigiani che combatterono nella Brigata Mazzini 
e nelle formazioni dei Sette Comuni.
Nel libro "Sulle orme di Freccia" invece si narrano le vicende della Missione segreta britannica, paracadutata
dagli Alleati nelle Prealpi vicentine. Essa era guidata dal Magg. John P. Wilkinson (Freccia) ed aveva il compito 
di tenere i collegamenti (e concordare anche aviolanci) tra partigiani locali e i comandi Alleati nel sud e centro Italia.
Il volume "Sulle orme di Freccia" è stato presentato il giorno 24 Aprile 2019 presso la sala conferenze del Municipio di Arsiero.

ed è stato accolto con interesse dalla stampa e da varie associazioni della Provincia di Vicenza

e di Padova.

Sull'argomento si veda anche il "Discorso di Liverio Carollo Val Barbarena 2017"

e la Presentazione tenuta dal prof. Ferdinando Offelli a Lugo Vicentino il 30 ottobre 2019

## La storia locale
Sono opere sulle tradizioni della frazione di Centrale del comune di Zugliano.

## Opere
- Sui sentieri della val d'Astico. Guida escursionistica con note storiche e naturalistiche; 1ª ed. pag.156, Sezione di Thiene del CAI, 1981
- Guida escursionistica delle valli di Posina, Laghi e dell'altopiano di Tonezza. (Prealpi vicentine); 1ª ed. pag.224,  Sezione di Thiene del CAI, 1983
- Colline delle Bregonze: Ambiente, Arte, Escursioni (con il Sentiero-Natura di S. Biagio); vari coautori, Sezione di Thiene del CAI, 1987
- Sarcedo: Pagine di storia dal 1935 al 1945; Liverio Carollo con l’aiuto dei sarcedensi Marcon Loris e Cappellotto Giacomino, ed. La Serenissima, Vicenza 1990
- Sui sentieri della val d'Astico. Guida escursionistica con note storiche e naturalistiche; 2ª ed. pag.262, Sezione di Thiene del CAI, La Serenissima, Vicenza 1992
- La banda di Centrale. Settant’anni di musica; a cura di Liverio Carollo e Maculan Antonio 1994
- Guida escursionistica delle valli di Posina, Laghi e dell'altopiano di Tonezza. (Prealpi vicentine);2ª ed. pag.430, Sezione di Thiene del CAI, ed. La Serenissima, Vicenza, 1996
- Tra le contrade di Laghi. Dieci escursioni con note naturalistiche, storiche, etnografiche; Associazione Cinque Valli, Liverio Carollo e Michele Berta, ed. La Serenissima, Vicenza, 2001
- Sui sentieri della val d'Astico. Guida escursionistica con note storiche e naturalistiche;3ª ed. pag.408, Sezione di Thiene del CAI, Danilo Zanetti Editore, 2005 ISBN 978-88-87982-64-0.
- Camminare nelle Bregonze. Itinerari scelti; 2007
- Tra le contrade di Laghi; Comune di Laghi, a cura di Liverio Carollo, Michele Berta e Omar Oliviero, ed. La Serenissima, Vicenza 2007
- Guida escursionistica delle valli di Posina; 41 itinerari, Sezione di Thiene del CAI, ed. La Serenissima, Vicenza, 2008
- Fra Thiene e le colline di Fara. Memorie di una staffetta della "Mazzini" Giulianati Giancarlo "Gianco"; Associazione "Amici della Resistenza Anpi-Avl di Thiene, a cura di Liverio Carollo, 2009
- Guida escursionistica delle valli di Rio freddo - Tovo - Laghi e dell'altopiano di Tonezza; 50 itinerari, Sezione di Thiene del CAI, ed. La Serenissima, Vicenza, 2012
- Dall'Isonzo al Chiavone. Vicende di guerra del partigiano Attilio Crestani; Associazione "Amici della Resistenza" AVL ed ANPI di Thiene, 2013
- La scuola dell’infanzia “Don Mario Conte” a Centrale di Zugliano. 100 anni di storia; a cura di Carollo Ivo e Carollo Liverio, Parrocchia di San Clemente, Centrale di Zugliano 2014
- Centrale, il paese dei “siolini”; 2016 pagine 112
- Sulle orme di Freccia; Un percorso escursionistico in cinque tappe,seguendo gli spostamenti della Missione britannica Ruina nelle Prealpi vicentine durante la Resistenza; 2019
- Il comandante Silva: L’ardimento e il sacrificio;[16] Gruppo Silva di Mortisa di Lugo e Amici della Resistenza ANPI- AVL Thiene, 2020
- I roccoli delle Bregonze - Volti, figure, attività di un mondo rurale scomparso; Ass.ne culturale Le Bregonze; a cura di L.Carollo, A.Faccin e G.Borgo; ottobre 2022 pagine 152
- Sarcedo, camminare sui luoghi della resistenza; dicembre 2023 pagine 70.